# Nav Canada

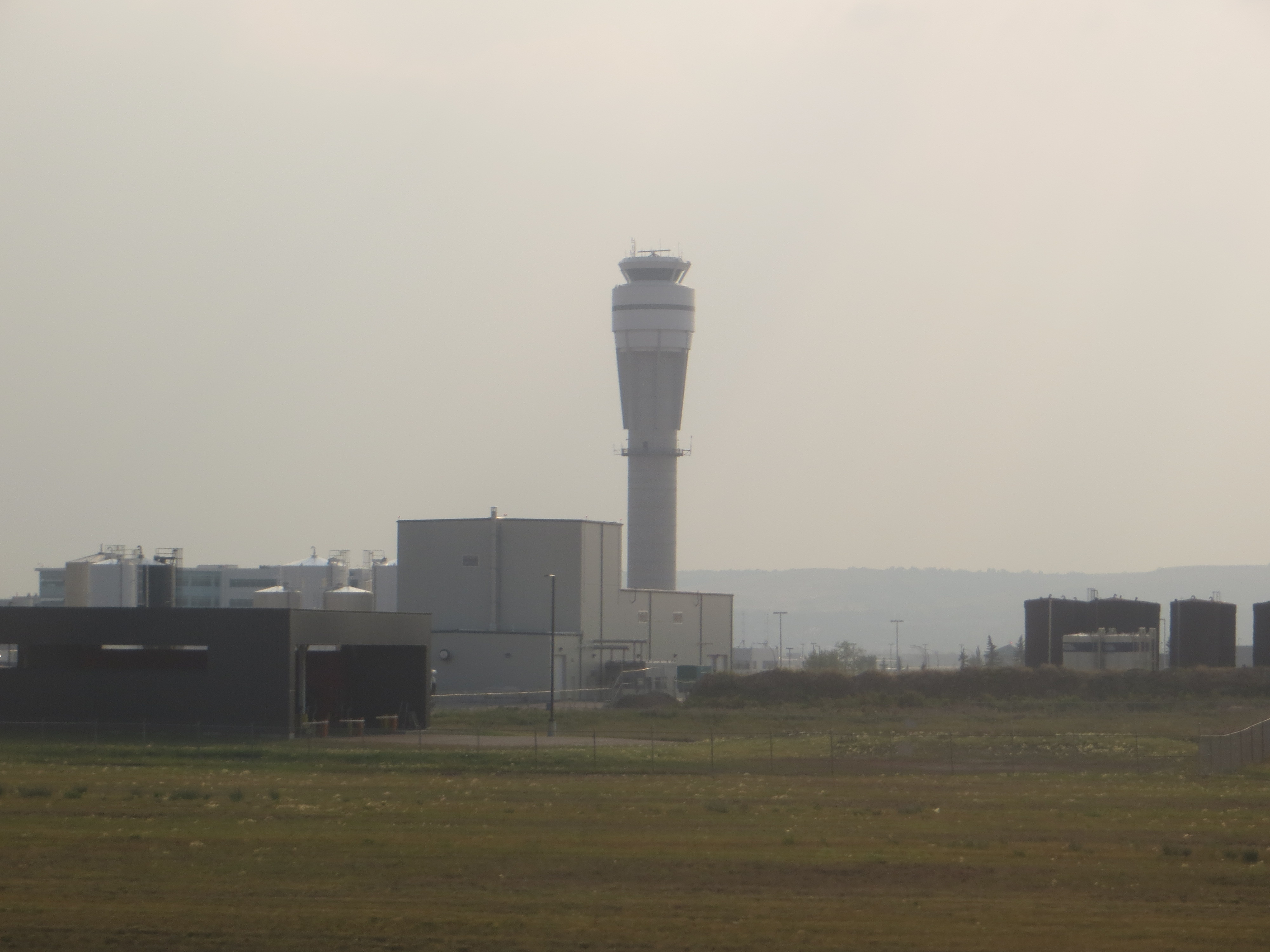
Der Calgary Nav Canada Tower

NAV CANADA ist die kanadische Flugsicherung, die für den zivilen Flugverkehr zuständig ist. Das nicht gewinnorientierte Staatsunternehmen beschäftigt mehr als 4000 Mitarbeiter (etwa 2000 Fluglotsen, 700 Techniker und weitere 800 Flugspezialisten und weitere Mitarbeiter in der Verwaltung). Der Hauptsitz befindet sich in der kanadischen Hauptstadt Ottawa.
Nav Canada überwacht und leitet 12 Millionen Flugbewegungen pro Jahr für 40.000 Airlines. Der Zuständigkeitsbereich erstreckt sich von der Westküste bis zur Ostküste sowie bis in die arktischen Gebiete Kanadas. Somit ist NAV CANADA die – nach Flugbewegungen – weltweit zweitgrößte Flugsicherung.

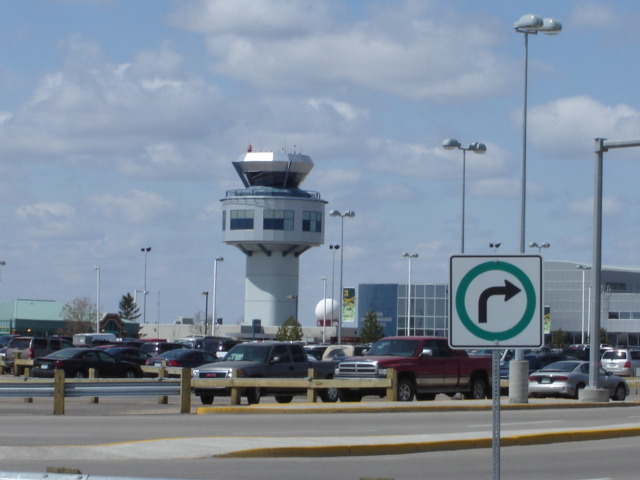
Tower G. Diefenbaker Int. Airport, in Saskatoon (2008)

## Geschichte
Das Unternehmen nahm den Betrieb zum 1. November 1996 auf, aufgrund von umfangreichen Umstrukturierungen des Flugbetriebs in Kanada. Die technische Ausstattung wurde durch Übernahme der Aufgaben von Transport Canada übernommen. Neben dem technischen Equipment wurde auch ein Großteil des Personals übernommen.

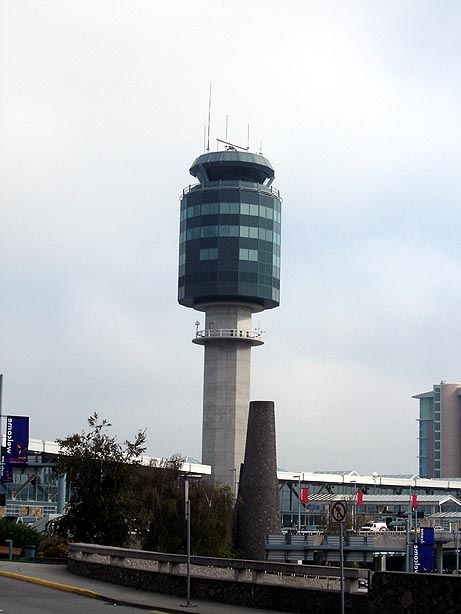
Tower am Vancouver Int. Airport.

## Aufgaben
Zu den Aufgaben gehören:
- Sicherung der Flugrouten und des zivilen Flugverkehrs im kanadischen Luftraum von Küste zu Küste,
- Sicherung des Flugverkehrs nach internationalen Standards

## Kontrollzentren

### Area Control Centres
Eine Bezirkskontrollstelle, engl. Area Control Centre (ACC), ist die Flugsicherungszentrale eines Fluginformationsgebiets (FIR) und überwacht den Luftraum. Sie ist für die Information und Sicherung der Luftfahrt in einem Staat oder einem größeren Teil davon verantwortlich. In Kanada gibt es insgesamt 7 dieser Stellen in Vancouver (CZVR), Edmonton (CZEG), Winnipeg (CZWG), Toronto (CZYZ), Montreal (CZUL), Moncton (CZQM) und in Gander (CZQX). Wobei die Stelle in Edmonton den größten Luftraum (er umfasst grob die Provinz Alberta, den Norden der Provinzen British Columbia, Saskatchewan, den Nordwesten der Provinz Manitoba sowie die drei nördlichen Territorien) kontrolliert. Die Stelle in Moncton kontrolliert mit dem Luftraum über den Provinzen New Brunswick, Nova Scotia und Prince Edward Island den kleinsten Bereich.

### Air Traffic Control
In Kanada sorgen 42 dieser Flugverkehrskontrollen (engl. Air Traffic Control Tower) dafür, dass die Flugzeuge am Boden und in der Luft geleitet werden. Der primäre Zweck der Flugverkehrskontrolle ist die Ordnung des Flugverkehrs, um Kollisionen zu vermeiden; des Weiteren die Organisierung und Beschleunigung des Verkehrsflusses, sowie die Bereitstellung von Informationen und Unterstützung der Piloten.

### Flight Information Centres
Die Flight Information Centres versorgen die Piloten mit allen benötigten Informationen. Diese befinden sich in: Kamloops, Edmonton, London, Quebec City und in Whitehorse.

### Weiteres
- 42 Flugverkehrskontrollstellen (Air Traffic Control)
- 55 Flight Service Stationen, die die Piloten mit aktuellen Wetternachrichten und anderen Informationen versorgen, jedoch keine Fluganweisungen geben und nicht den Flugverkehr regeln
- 46 Radarstationen und 5 Automatic Dependent Surveillances (ADS), (deutsch: Automatische bordabhängige Überwachung)
- über 1400 Navigations und Orientierungskontrollsysteme

## NAVCANatm solutions
NAVCANatm solutions ist ein Unternehmensbereich von NAV CANADA und entwickelt Softwaresysteme für die Luftraumüberwachung. Dazu gehören die elektronischen Systeme: NAVCANsuite, NAVCANlink und NAVCANstrips.